# Dekanat Krasnobród
Dekanat Krasnobród – jeden z 19 dekanatów w rzymskokatolickiej diecezji zamojsko-lubaczowskiej.

## Parafie
W skład dekanatu wchodzi 9 parafii:
- parafia św. Michała Archanioła – Cześniki
- parafia Najświętszego Serca Pana Jezusa – Jarosławiec
- parafia św. Andrzeja Boboli – Kosobudy
- parafia Nawiedzenia NMP – Krasnobród
- parafia Zesłania Ducha Świętego – Krasnobród
- parafia św. Jana Chrzciciela – Lipsko
- parafia MB Szkaplerznej – Łabunie
- parafia Przemienienia Pańskiego – Suchowola
- parafia św. Stanisława – Żdanów

## Sąsiednie dekanaty
Grabowiec, Józefów, Sitaniec, Szczebrzeszyn, Tomaszów – Południe, Tomaszów – Północ, Tyszowce, Zamość